# Масики
Масики (яп. 益城町 Масики-мати) — посёлок в Японии, находящийся в уезде Камимасики префектуры Кумамото. Площадь посёлка составляет 65,67 км², население — 33 328 человек (1 августа 2014), плотность населения — 507,51 чел./км². Здесь расположен аэропорт Кумамото.

## Географическое положение
Посёлок расположен на острове Кюсю в префектуре Кумамото региона Кюсю. С ним граничат город Кумамото, посёлки Мифуне, Касима, Одзу, Кикуё и село Нисихара.

## Население
Население посёлка составляет 33 328 человек (1 августа 2014), а плотность — 507,51 чел./км². Изменение численности населения с 1980 по 2005 годы:
| 1980 | 24 269 чел. |  |
| 1985 | 26 773 чел. |  |
| 1990 | 28 492 чел. |  |
| 1995 | 30 757 чел. |  |
| 2000 | 32 160 чел. |  |
| 2005 | 32 782 чел. |  |

## Символика
Деревом посёлка считается подокарп крупнолистный, цветком — цветок сливы японской, птицей — Cettia diphone.